# Хонканен, Илмари
Илмари Хонканен (фин. Ilmari Honkanen; 1909—1987) — финский офицер, участник советско-финской и Второй мировой войн, командир отряда диверсантов из отдельного разведывательно-диверсионного батальона дальней разведки.

## Биография
Родился 25 декабря 1909 года в городе Лоймаа. В 1930 году, сдав вступительные экзамены, поступил в высшую школу в Турку. Поначалу он изучал естественные науки, однако позднее в 1935 году получил экономическое образование в бизнес-школе. Из видов спорта интересовался хоккеем и бейсболом: был участником Финской национальной бейсбольной лиги и Финского хоккейного союза.
Во время советско-финской войны 1939—1940 годов в звании капрала служил в Хельсинки в пехотной школе. В мае 1940 присвоено воинское звание фендрик. В межвоенный период участвовал в партизанской войне.
27 февраля 1942 года удостоен Креста Маннергейма № 50 за участие в ряде успешных разведывательно-диверсионных операций Второй мировой войны:
- 19 июля — 25 августа 1941 года, в районе посёлка Калевала (ныне Карелия);
- 6—23 октября 1941, в селе Ругозеро;
- 4—7 декабря 1941, на Кировской железной дороге;
- 16—22 января 1942, в районе города Пудож на восточном берегу Онежского озера.
- 12 февраля 1942, разгром военно-полевого госпиталя № 2212 в Петровском Яме.

В последней операции, лейтенант Илмари Хонканен возглавлял группу из 100 человек. По финским данным в результате 2-часового боя было уничтожено 500 советских солдат, 300 лошадей, 90 автомашин, взорваны склады с боеприпасами, продовольствием и обмундированием, топливные цистерны, полностью уничтожено 60 построек. По советским данным, в результате операции пострадал только один ППГ № 2212 (полевой подвижной госпиталь), убиты не менее 25 человек персонала. Также понесли потери и другие советские части, оборонявшие базу.
Потери финской разведывательно-диверсионной группы составили 5 человек погибшими, 6 раненых и трое получили незначительные травмы. Уничтожение базы в Петровском Яме выставляется финнами одной из самых успешных операций финской военной дальней разведки.

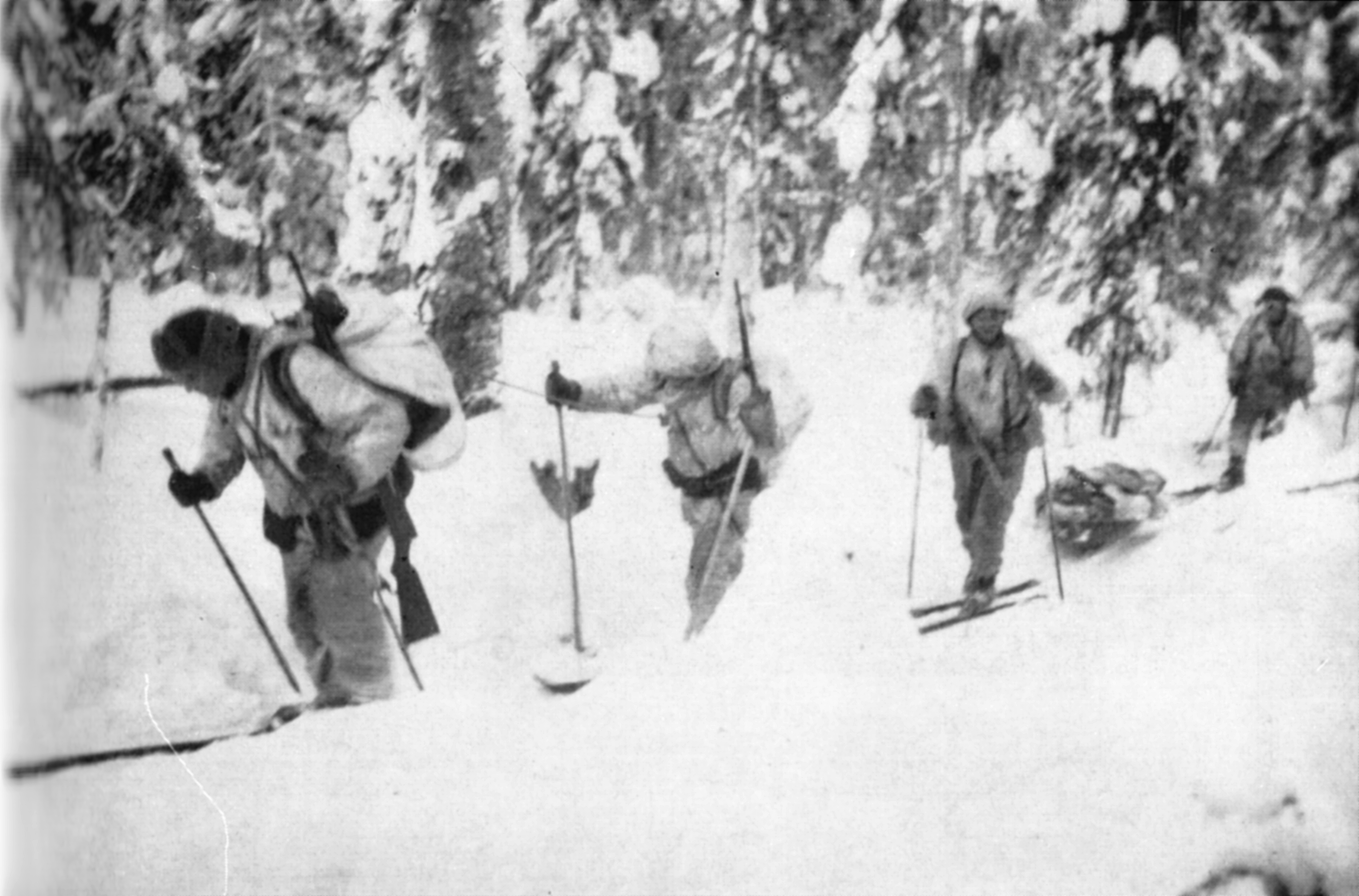
Финские лыжники-разведчики на задании во время Великой Отечественной войны.

По данным российского исследователя Петра Репникова, со ссылкой на донесение начальника гарнизона и санитарной службы, потери советской стороны составили 85 человек, из которых красноармейцев, имевших оружие — 33 человек, 28 человек — медперсонал, 9 человек — раненые, находившиеся в госпитале на излечении, и ещё 15 человек — гражданское население. Останки погибших были перевезены в братскую могилу в Сегеже. По оценке П. Репникова, с 12 февраля 1942 года отношение к финским военным, раненым и гражданскому населению со стороны советских партизан и частей РККА изменилось в худшую сторону: «Жестокость порождает ответную жестокость. На наш взгляд, Илмари Хонканен своими необдуманными действиями при планировании и организации нападения на гарнизон Петровского Яма, приведшими к уничтожению госпиталя и гибели гражданского населения поселка, породил ответные действия советской стороны». Командир диверсионного отряда Илмари Хонканен не был привлечен к ответственности за убийство раненых и медперсонала, остался жить и работать в Финляндии.
После войны 12 ноября 1944 года был уволен в запас в звании капитана. После своего последнего разведывательного похода его здоровье сильно ухудшилось. С января 1945 года устроился на работу офисным менеджером в страховую компанию Сампо в городе Турку.
Умер 8 октября 1987 года.

### Сноски
1. ↑  Например, известно о 10-ти погибших из 2-й рабочей роты 3-го отдельного батальона обеспечения согласно Донесению о безвозвратных потерях от 21.03.1942 в электронном банке документов ОБД «Мемориал»
.